# Shawn Lane
(Paul Gilbert)
Shawn Lane (Memphis, 21 marzo 1963 – Memphis, 26 settembre 2003) è stato un chitarrista, pianista e compositore statunitense.
Si fece subito notare nei circuiti underground ed entrò a far parte dei Black Oak Arkansas quando aveva soltanto quattordici anni.
È conosciuto soprattutto per il suo album solista Powers of Ten e il suo lavoro con Jonas Hellborg, l'ex bassista di John McLaughlin. L'elevato tasso tecnico delle sue composizioni e in particolare l'eccezionale velocità di esecuzione hanno contribuito a rendere Lane uno dei più grandi virtuosi della chitarra elettrica di tutti i tempi. Shawn Lane è stato definito dall'American Guitar Institute il miglior chitarrista di sempre.

## Carriera
All'età di otto anni, Shawn già accompagnava sua sorella al pianoforte, ma non incominciò lo studio della chitarra fino al compimento dei dieci anni. I suoi progressi molto rapidi lo convinsero a pensare che la chitarra fosse il suo strumento naturale. A tredici anni, incrementò il suo studio e la sua pratica, sviluppando le sue abilità tecniche. In quel periodo iniziò quindi a girar voce a Memphis riguardo ad un giovane chitarrista talentuoso e a quattordici anni Shawn fece un provino per il ruolo di chitarra solista nei Black Oak Arkansas, band country rock molto popolare in passato ma la cui popolarità era in declino al tempo in cui Shawn entrò nel gruppo.
All'età di quindici anni, Shawn assistette ad un concerto in Inghilterra di Allan Holdsworth e questa fu l'ispirazione per sviluppare un proprio metodo di tecnica chitarristica. Nei successivi quattro anni, Shawn girò in tour con i Black Oak Arkansas. Quando i membri originali della band abbandonarono il progetto, Shawn reclutò alcuni musicisti che conosceva dal tempo del liceo e iniziò a suonare uno stile più vicino alla fusion che al country rock con il quale la band era conosciuta.
A diciotto anni, Shawn Lane lasciò il tour con i Black Oak Arkansas per prendersi una pausa e continuare gli studi di musica. Nei successivi otto anni studiò musica e composizione da autodidatta e principalmente si dedicò al pianoforte. Molto del materiale di Powers of Ten fu scritto sul suo pianoforte, considerato da Lane il suo strumento compositivo principale. Sviluppò velocemente la sua tecnica anche sulle tastiere, influenzato da pianisti come Liszt, Tatum e Cziffra.
Cominciò poi a registrare alcune demo che incontrarono l'interesse della Warner Brothers Music. Quest'ultima offrì a Lane un contratto di registrazione. Fatta eccezione di una cover, Lane scrisse tutte le canzoni e suonò tutti gli strumenti nel suo album di debutto. Le vendite andarono bene e l'album vinse numerosi premi di riviste del settore. Durante la produzione dell'album Lane continuò ad esibirsi dal vivo e prese parte anche alla registrazione dell'album Centrifugal Funk (uscito a nome Mark Varney Project's ) insieme a Brett Garsed e Frank Gambale.
Lane poi pubblicò solo altri due album da solista: Powers of Ten Live!, registrato live nel 1993, e The Tri-Tone Fascination.
Quando Lane incontrò Jonas Hellborg, si venne a creare una relazione musicale intensa. Entrambi erano appassionati di musica classica, rock, musica pakistana e indiana e diedero il via ad una jam band insieme al batterista Jeff Sipe chiamata HLS (Hellborg, Lane, Sipe). Sipe era già conosciuto nella scena come il batterista originale dei Aquarium Rescue Unit e aiutò gli HLS a raggiungere fama in tutto il mondo. Successivamente, Lane e Hellborg formarono una band fusion con i musicisti indiani V. Selvaganesh and Umamahesh.
Nel febbraio 2003, Lane e Hellborg girarono l'India in tour con il batterista Andrea Marchesini. L'ultimo concerto di Shawn Lane fu a Smilefest, nel Nord Carolina, con Hellborg e Jim Britt.

## Morte
Lane soffrì di psoriasi durante tutta la sua vita, così come di artrite psoriasica dall'età di tredici anni. Questo non gli impedì di suonare ma gli causò difficoltà nel camminare e richiese un trattamento di steroidi che fecero aumentare notevolmente il suo peso, tanto che negli anni prima della sua morte, Shawn era arrivato a pesare oltre 150 kg (nonostante fosse stato magro in gioventù). Il 26 settembre 2003, Shawn Lane morì in un ospedale di Memphis, poco dopo aver saputo che sarebbe rimasto intubato per il resto della sua vita. È sepolto nel Memorial Park Cemetery di Memphis.

## Discografia

### Da solista
- 1992 - West Side Boogie (Promo Single)
- 1992 - Powers of Ten (Warner Bros.)
- 1999 - The Tri-Tone Fascination
- 2001 - Powers of Ten: Live!

### Con Jonas Hellborg
- 1996 - Temporal Analogues of Paradise
- 1997 - Time is the Enemy
- 1999 - Zenhouse
- 2000 - Good People in Times of Evil
- 2002 - Personae
- 2003 - Icon